# Estadio Roberto Osvaldo "Tito" Molinari
El Estadio Roberto Osvaldo "Tito" Molinari, es un estadio de fútbol de la ciudad de Santiago del Estero, en la Provincia homónima, Argentina. El recinto se encuentra ubicado sobre la Avenida Rivadavia, a pocos metros del puente San Francisco Solano, que cruza el Río Dulce y une la capital de Santiago del Estero con La Banda, cuenta con tribunas en tres de sus cuatro sectores y posee una capacidad para 7.500 personas. Es propiedad del Club Atlético Unión Santiago que juega en el Torneo Regional Federal Amateur, la cuarta categoría del fútbol en Argentina.
El 19 de diciembre de 1982, los clubes Unión y Atlético Santiago se animaron a fundar una "fusión", hoy denominada Club Atlético Unión Santiago, cuyo mismo estadio le pertenecía al club Unión.
El estadio, que pertenecía a Unión, se encuentra ubicado en el principal acceso hacia la ciudad capital de Santiago del Estero, sobre avenida Rivadavia 263, en el barrio San Francisco.